# 三栄化学工業
三栄化学工業株式会社（さんえいかがくこうぎょう）はかつて青森県八戸市に存在した産業廃棄物処理業者である。埼玉県の縣南衛生と共謀して青森県・岩手県境で大規模な不法投棄を行っていた事件が1999年に発覚。会長が逮捕され、2001年に解散した。

## 不法投棄事件
埼玉県の産業廃棄物処理業者である縣南衛生と共謀し、青森県三戸郡田子町と岩手県二戸市の県境に125万トンもの産業廃棄物を不法投棄していた事実が1999年に発覚。国内最大規模の不法投棄事件と言われる。
不法投棄された産業廃棄物は大半が首都圏（特に東京都・埼玉県）から運び込まれたもので、縣南衛生が処理委託を受けた首都圏の産業廃棄物とみられる。堆肥様廃棄物、RDF様廃棄物、有機溶剤入りドラム缶、廃油入りドラム缶、食品廃棄物、ダイオキシンを含む廃棄物、医療廃棄物、PCBが残留したコンデンサーなど、約125万トンが不法投棄された。
青森県と岩手県が協働して2004年（平成16年）から廃棄物の撤去を開始し、2013年（平成25年）12月に廃棄物等の全量撤去を完了した。その後も汚染された地下水の浄化作業などを2022年度（令和4年度）まで実施する。青森県は原状回復にかかる経費を約480億円と見込んでいる。

## 沿革
- 1967年 - 親会社から独立し、創業。
- 1981年 - 青森県田子町に堆肥工場を設置。
- 1985年 - 堆肥工場を移設し、不法投棄を開始する。
- 1990年 - 当時戦後最大級と言われた香川県豊島の産業廃棄物不法投棄事件（豊島事件）が発覚[5]。これを受け、翌1991年には廃棄物処理施設の設置が届出制から許可制となる[5]。
- 1991年 - 三栄化学工業が産業廃棄物中間処理業の許可を受け、産業廃棄物の堆肥化事業を開始[5]。
- 1992年頃 - 縣南衛生から産業廃棄物処理の受託を開始、事業を拡大する[5]。
- 1998年12月 - 関連会社の三栄興業から、岩手県農政部に肥料取締法に基づく特殊肥料製造の届出があり県が立入調査[2]。堆肥原料の産業廃棄物が野積みされ、悪臭や汚水流出など環境汚染があるとして通報を受ける[2]。
- 1999年1月 - 二戸保健所が廃棄物処理法に基づく現地調査・報告徴収を開始し継続的に監視[2]。
- 1999年夏 - 縣南衛生が処理委託を受けた首都圏の産業廃棄物などを不法投棄していた事件が発覚[2]。
- 1999年11月 - 警察の強制捜査を受ける[2]。
- 2000年5月 - 岩手県警が廃棄物処理法違反で会長を逮捕、その後起訴。
- 2000年8月 - 起訴後、保釈中に会長が自殺し公訴棄却。これにより全容の解明が困難になる[2]。
- 2001年5月 - 盛岡地方裁判所が三栄化学工業・縣南衛生の2法人に対し罰金2,000万円の有罪判決を下す[2]。廃棄物処理法違反の罰金刑としては最高額となる判決とされた[2]
- 2001年6月 - 解散登記。

## 事業所
- 特殊肥料生産事業場：青森県三戸郡田子町大字茂市字川倉ノ上

日本最大級の不法投棄事件の現場となった場所。所在地は青森県だが、県境を越えて岩手県二戸市側の原野（関係者の私有地）にも無許可で拡張していた。

## 関連会社
- 三栄興業株式会社 - 堆肥「サンエイグリーン」の生産と保管を担当。しかし実態は堆肥に産業廃棄物を混ぜて不法投棄していただけであった。